# جاشوآ لدربرگ
جاشوآ لدربرگ (انگلیسی: Joshua Lederberg؛ ۲۳ مهٔ ۱۹۲۵ – ۲ فوریهٔ ۲۰۰۸) یک زیست‌شناس مولکولی اهل ایالات متحده آمریکا بود.
وی همچنین برنده جوایزی همچون جایزه نوبل فیزیولوژی و پزشکی شده‌است.